# Де ви були вісім років?
«Де ви були (останні) вісім років?» (рос. Где вы были (последние) восемь лет?), або «Чому ви мовчали вісім років?» (рос. Почему вы восемь лет молчали?) — пропагандистська фраза прихильників путінського режиму, якою спонукають згадати, що військовий конфлікт на Донбасі розпочався у 2014 році. Використовують прибічники вторгнення Росії до України під час російсько-української війни, де мета виправдовує засоби, один з аргументів пропаганди у відповідь на антивоєнні лозунги.

## Історія появи
24 лютого 2022 року почалось повномасштабне російське вторгнення Росії в Україну, що стало частиною російсько-української війни, розпочатої Росією 2014 року та участь у якій Росія постійно заперечувала. Цьому передувало визнання Росією незалежними державами самопроголошених «ДНР» та «ЛНР». У своєму звернення до росіян в цей день Володимир Путін заявив:
|  | Я ухвалив рішення про проведення спеціальної військової операції. Її мета — захистити людей, які протягом 8 років піддаються знущанням, геноциду з боку київського режимуОригінальний текст (рос.) Мною принято решение о проведении специальной военной операции. Её цель — защита людей, которые на протяжении 8 лет подвергаются издевательствам, геноциду, со стороны киевского режима. |

Того ж дня у соціальних мережах численні користувачі запустили хештег #НетВойне!, висловлюючись проти військових дій в Україні. У відповідь стали з'являтися однотипні коментарі з головною ключовою фразою: «Где вы были 8 лет назад, когда начали бомбить Донбасс» (укр. «Де ви були 8 років тому, коли почали бомбити Донбас»). Позицію російської влади та вторгнення в Україну підтримали такі російські зірки, блогери та селебрітіз, як співак Микола Басков, гендиректор ТНТ Тіна Канделакі, ведучі Маша Малиновська, Дана Борисова, блогери Курбан Омаров та Аміран Сардаров. Усі їхні дописи виглядали однотипно і містили в собі тезу про «8 лет» (укр. «8 років»).
Російські філологи, письменники та журналісти, які об'єдналися в мережевому товаристві «Словник змін», відзначають неологізм «вісімки», що з'явився у зв'язку з війною в Україні, — так називають блогерів, які запитують: «где вы были восемь лет?» (укр. «де ви були вісім років?»).
Коментар «почему он молчал 8 лет?» (укр. «чому він мовчав 8 років?») з'явився і під публікацією відеозапису 2014 року з виступом Бориса Нємцова, убитого 2015 року.

## Реакції
Українська журналістка й телеведуча Катерина Осадча, відповідаючи на запитання «Де ви були вісім років?», заявила, що Україну Росія «розриває на частини вже вісім років».
Настоятель Собору Благовіщення Пресвятої Богородиці у Шліссельбурзі Євген Горячов, відповідаючи на запитання «де ви були вісім років, коли бомбили Донбас», заявив, що «ліквідація наслідків жахливої Донбаської трагедії не може бути коштом іншої, ще страшнішої…».
Журнал DOXA у своєму «Довіднику для антивоєнних суперечок у сім'ї та на роботі» (за публікацію якого журнал був заблокований) відбиває тезу про 8 років таким чином: «Хтось із нас був підлітком, хтось не мав позиції чи не цікавився політикою, а хтось чинив опір війні з Україною. Найважливіше не це, а те, як ми діятимемо зараз».
Спецкор «Новая газета» Павло Канигін 3 березня 2022 р. розкритикував поширені аргументи російської пропаганди щодо війни на Донбасі, зокрема геноцид російського населення, початок бойових дій українською стороною й наявність формувань з націоналістичною ідеологією тільки в складі сил АТО.